# Chen Guangcheng
Dans ce nom chinois, le nom de famille, Chen, précède le nom personnel.
Pour les articles homonymes, voir Chen.
Chen Guangcheng (en chinois : 陳光誠 / 陈光诚, Chén Guāngchéng ; né le 12 novembre 1971) est un militant chinois des droits de l'homme en milieu rural. Aveugle depuis l'enfance, il a appris le droit en autodidacte et a défendu la cause de femmes forcées à être stérilisées ou à avorter. Chen a été décrit par la BBC comme « l'un des plus célèbres dissidents chinois » et également comme un « avocat aux pieds nus ». Il est associé au Mouvement Weiquan.
Après quatre ans et trois mois de prison ferme, il est assigné à résidence en septembre 2010. Il s'évade en avril 2012 et trouve refuge auprès de l'ambassade des États-Unis à Pékin.

## Biographie
Selon la BBC, en tant qu'aveugle, il « ne lui fut pas permis » d'aller à l'université, et il n'a de ce fait aucune formation reconnue en matière de droit. En 1998, il entama des études à l'université de médecine traditionnelle de Nankin, se spécialisant dans l'acupuncture et le massage. Son diplôme en poche, il retourna dans sa région d'origine et exerça le métier de masseur à l'hôpital du comté de Yinan jusqu'en 2001, où il démissionna.

### Militantisme
Il a défendu la cause de femmes forcées à être stérilisées ou à avorter, parfois à quelques jours de l'accouchement,. Dans la ville de Linyi, dans la province de Shandong, ce sont sans doute plus de 10 000 femmes qui auraient subi des avortements forcés. Bien qu'officiellement illégales, ces pratiques sont utilisées par les autorités locales pour ne pas troubler les statistiques en dépassant leurs quotas, et ainsi éviter d'être sanctionnés par leurs supérieurs pour non-respect de la politique de l'enfant unique.
Son activité met en lumière trois importants problèmes de société : le statut juridique d'un fœtus ayant plusieurs mois ; la réalité de l'adhésion de la population chinoise à la politique de l'enfant unique ; et le meurtre des bébés féminins dans une société où les parents veulent avant tout un garçon. Après avoir attaqué en justice les autorités locales et s'être rendu à Pékin auprès du planning familial, il devient célèbre mais aussi la cible des autorités locales dont certains responsables sont arrêtés après la parution d'un article à son sujet dans Time magazine. Placé en résidence surveillée, harcelé par des policiers et des voyous payés par les autorités locales, il est défendu par ses partisans qui renversent trois voitures de police et perturbent la circulation.
En 2003, il poursuit en justice le métro de Pékin, qui finit par reconnaître la carte d'invalidité nationale, permettant aux handicapés et à leur accompagnateur de prendre ce moyen de transport gratuitement.

### Condamnation
En août 2006, à l'issue d'un procès dans lequel ses avocats n'ont pas accès à l'audience, il est reconnu coupable pour troubles à l'ordre public, dégradation volontaire des biens de l'État et obstruction de voies de circulation et condamné à quatre ans et trois mois de prison ferme.
En juin 2007, il est torturé par des codétenus et n'a pas accès à des soins médicaux. Sa femme est empêchée à l'aéroport de Pékin d'assister à la remise d'un prix en son honneur aux Philippines.

### Surveillance à domicile

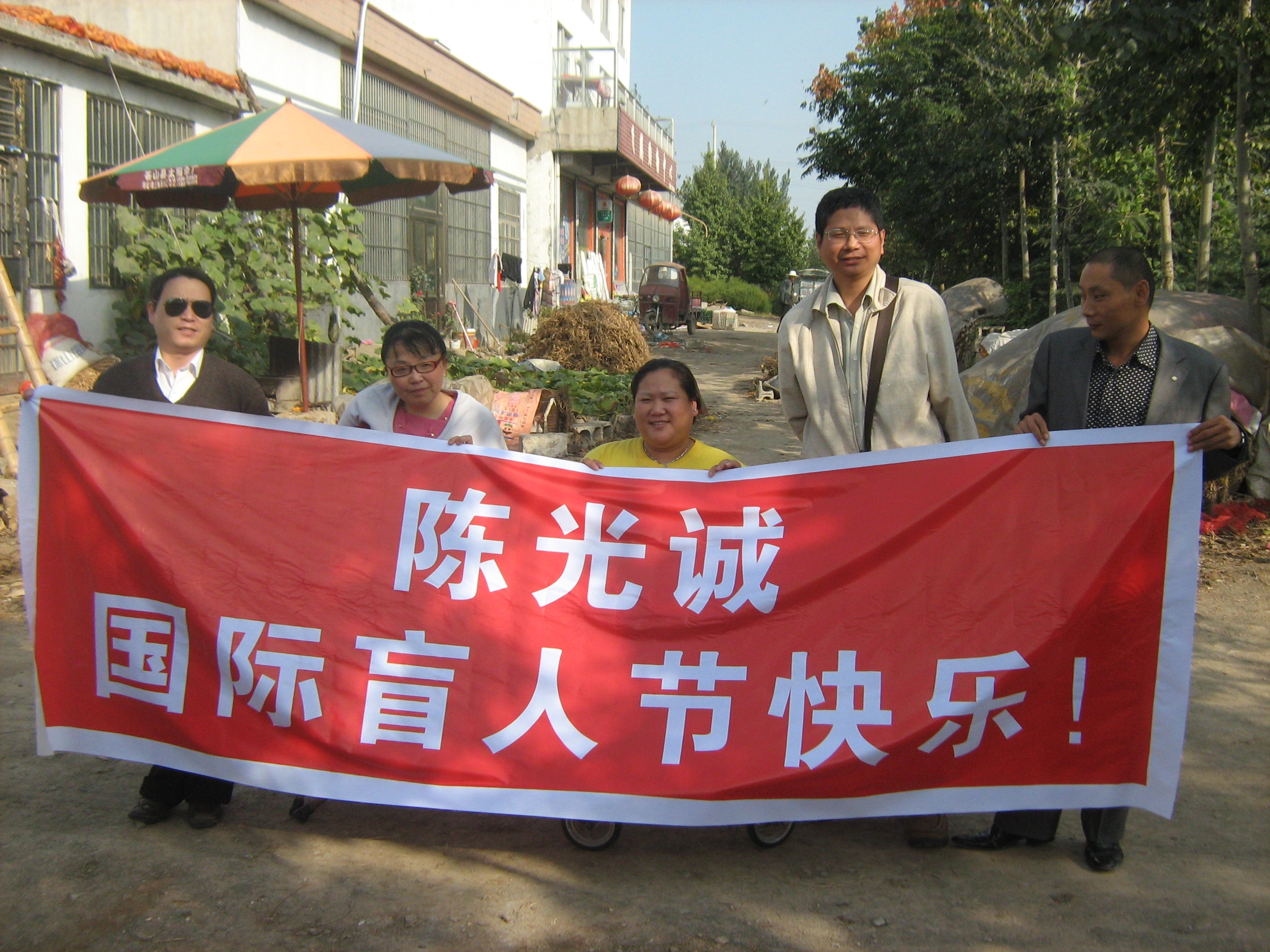
Le 14 octobre 2011, 5 militants handicapés de l’association des droits de la femme en Chine rendirent visite à Chen Guangcheng à Dongshigu.

Libéré en septembre 2010 après avoir purgé l'intégralité de sa peine, il est détenu à son domicile en compagnie de sa femme et de sa fille,. 
Le 14 janvier 2011, à l'occasion de la prochaine visite du président Hu Jintao à Washington, Hillary Clinton a évoqué le cas de Chen Guangcheng. Lors de cette communication, madame Clinton a aussi lancé un appel à la libération de Liu Xiaobo prix Nobel de la paix en 2010 et évoqué le cas de Gao Zhisheng disparu depuis avril 2010.
Après avoir dénoncé leurs conditions de détention à domicile dans une vidéo parue le 9 février 2011, Chen et sa femme auraient été roués de coups par la police, selon l'organisation de défense des droits de l'homme ChinaAid. L'ONG Human Rights in China confirme que Chen Guangcheng a réussi à diffuser des images pour dénoncer les conditions de sa détention. En représailles, lui et sa femme ont été battus par la police chinoise. En juin 2011, Chen Guangcheng et sa femme sont passés à tabac à leur domicile par plusieurs dizaines d'hommes envoyés par le Parti communiste chinois. Leur appartement a été mis à sac, et leurs appareils électroniques volés.

### Évasion

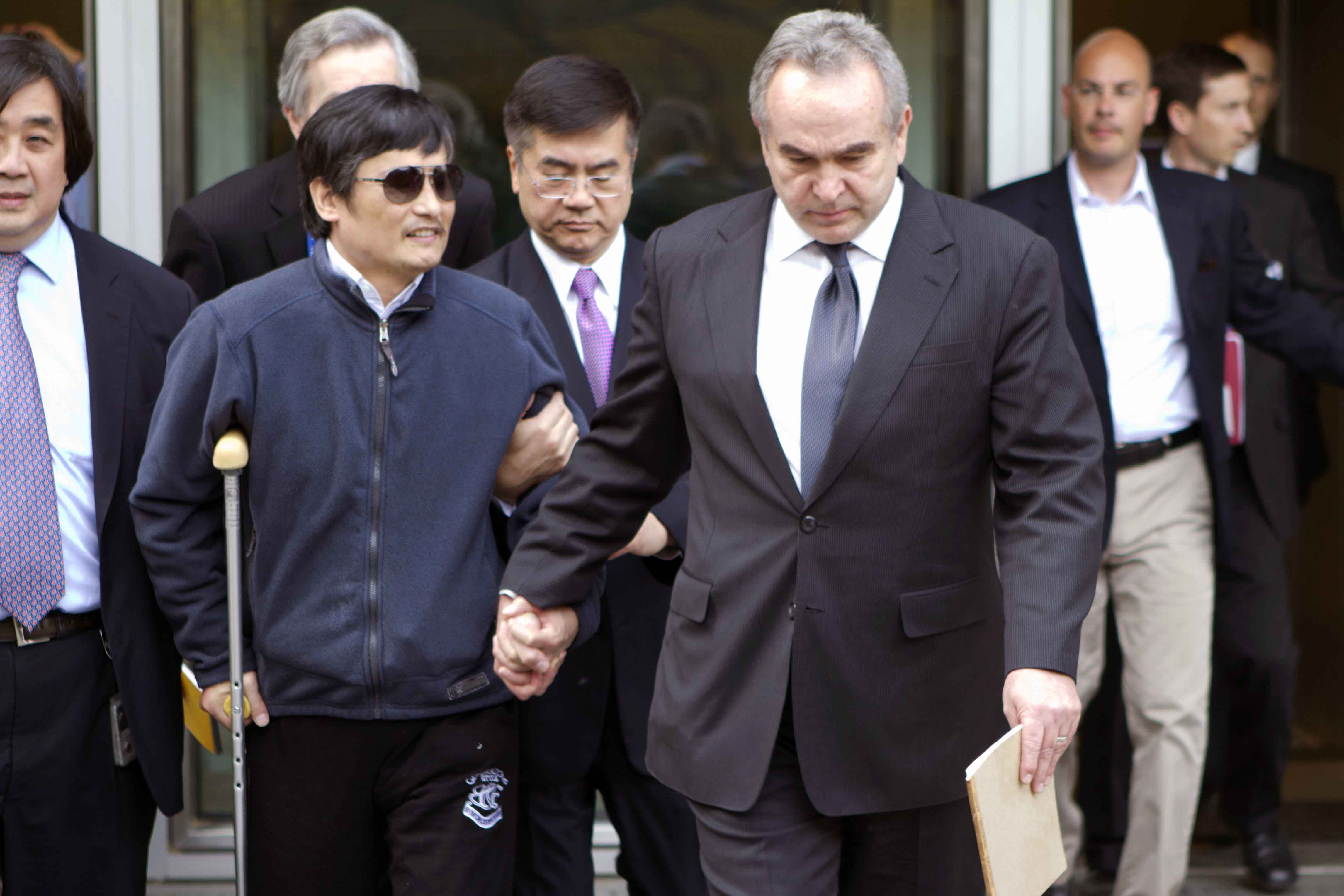
Chen (gauche) avec Gary Locke (centre) et Kurt M. Campbell (droite) à l'ambassade américaine à Pékin le 1 mai 2012.

Dans la nuit du 21 au 22 avril 2012, Chen Guangcheng s'est évadé de sa résidence surveillée située dans le village de Dongshiguet. Il a adressé le vendredi 27 avril un message par internet à Wen Jiabao, premier ministre chinois. Réfugié à l'ambassade des États-Unis à Pékin, il ne demande pas l'asile politique.
Bob Fu, président de l'ONG ChinaAid, indique que Chen s'est évadé en escaladant un muret d'enceinte. Il se serait blessé au pied lors de cette évasion. Chen Guangcheng a alors contacté une amie, elle aussi militante des droits de l'homme, He Peirong, qui l'a conduit à Pékin après un voyage de trois jours. Une fois dans la capitale chinoise, il a changé plusieurs fois de cache afin de déjouer la police. Selon Bob Fu, He Peirong a été arrêtée à Nankin le 28 avril. Dans son message vidéo à Wen Jiabao, le fugitif demande au premier ministre que sa famille soit épargnée et donne les noms de responsables locaux ayant infligé des mauvais traitements à ses proches. Cette vidéo est visible sur YouTube. 
Selon diverses sources, Chen Guangcheng fut ensuite à Pékin sous protection des États-Unis. Les autorités chinoises n'ont pas communiqué sur l'évasion du dissident. Quelques jours plus tard, lors du déplacement en Chine de la secrétaire d'État américaine Hillary Clinton, cette affaire a posé problème aux diplomaties des deux pays,. Le dissident Hu Jia et les autorités américaines ont confirmé la présence de Chen Guangcheng à l'ambassade des États-Unis, sans qu'il ne demande l'asile politique. Le dernier dissident à avoir trouvé refuge auprès de diplomates américains fut Fang Lizhi, réfugié à l'ambassade après les manifestations de la place Tian'anmen en 1989. Sa femme Yuan Weijing, son fils et sa mère sont restés dans la résidence surveillée après son évasion.

### Départ vers les États-Unis
Après avoir été conduit à l’hôpital Chaoyang à Pékin à la suite d'âpres négociations entre Chinois et Américains, Chen Guangcheng a dit se sentir en danger et a finalement demandé à rejoindre les États-Unis. Le 19 mai 2012, à la suite de longues tractations, lui, sa femme et ses deux enfants reçoivent finalement un passeport et l'autorisation des autorités chinoises de se rendre à l’aéroport international de Pékin pour un départ aux États-Unis et s'envole vers New York.
En Chine, le frère de Chen Guangcheng, Chen Guangfu a indiqué que les autorités chinoises avaient détruit les postes de garde, surnommés « les maisons noires », construites à l'entrée du village de Dongshigu pour empêcher Chen Guangcheng de sortir et ses partisans de le rencontrer.

## Rétorsion
Chen Guangfu, le frère aîné de Chen Guangcheng, indique subir un harcèlement de la part des autorités chinoises. Il affirme avoir été battu. Le département d’État américain a demandé aux autorités chinoises à cesser de harceler la famille du dissident et de la « traiter avec équité et dignité »,.

## Reconnaissance internationale

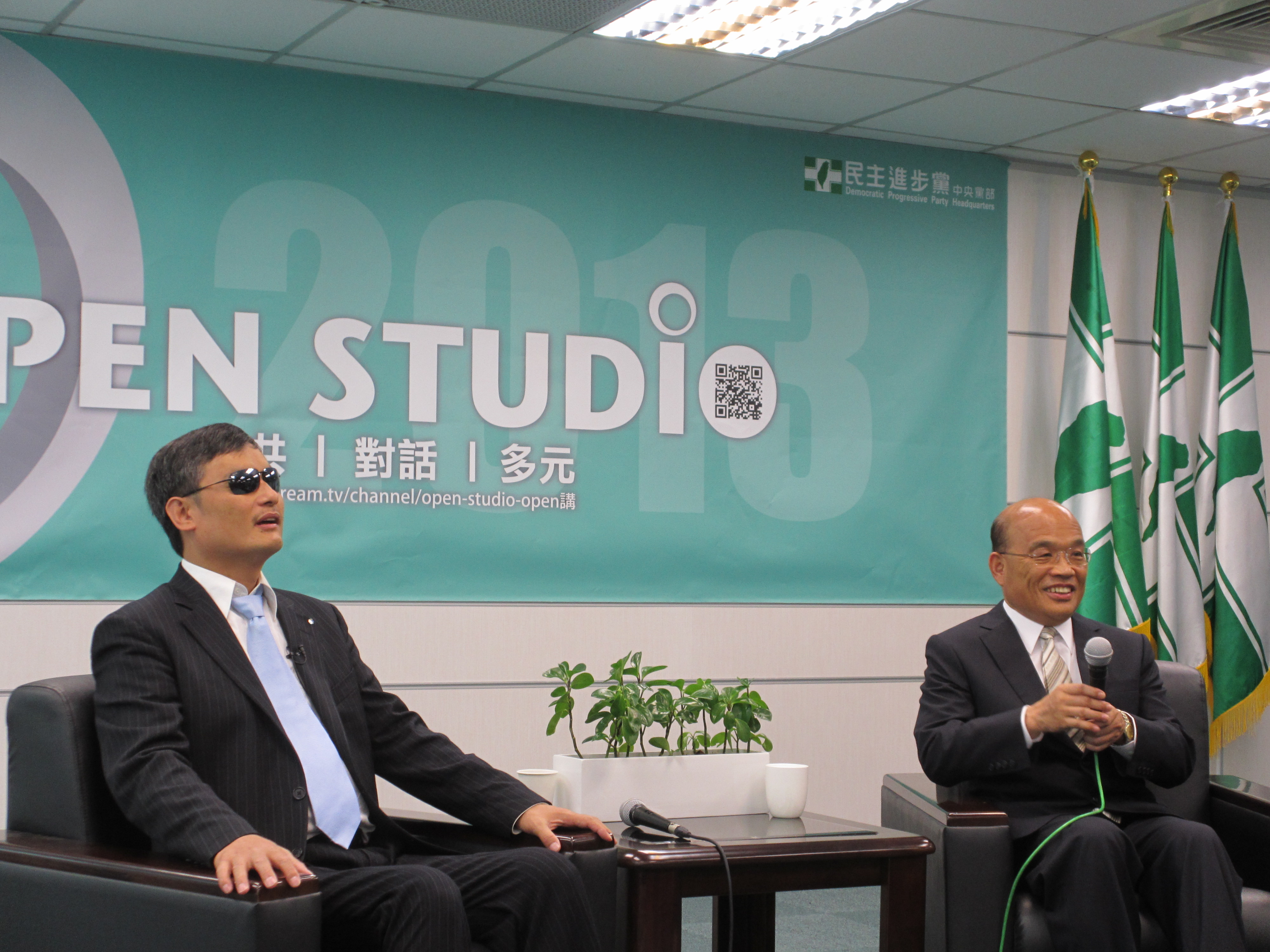
Chen Guangcheng rencontre Su Tseng-chang en 2013.

En 2006, Chen Guangcheng a été nommé à la une du Time 100, liste annuelle présentant « 100 hommes et femmes dont le pouvoir, talent ou exemple moral transforment notre monde ». La citation indique, « bien qu'il ait perdu la vue étant enfant, la vision juridique de Chen Guangcheng a contribué à éclairer le sort de milliers de villageois chinois ».
En 2007, Chen Guangcheng reçoit le prix Ramon-Magsaysay alors qu'il se trouve toujours en détention. Le prix, souvent appelé le « Asian Nobel Award », a été décerné pour « sa passion irrépressible pour la justice en incitant des citoyens chinois de faire valoir leurs droits légitimes en vertu de la Loi ». Le 24 août 2007, le militant Hu Jia a signalé que le passeport de l'épouse de Chen Guangcheng avait été annulé et son téléphone portable confisqué par les autorités chinoises à l'aéroport international de Pékin-Capitale alors que celle-ci souhaitait partir pour assister à la cérémonie de prix Magsaysay au nom de son mari.
En 2008, la fondation National Endowment for Democracy décerne à Chen Guangcheng le prix de la démocratie. Il était un des sept avocats et militants chinois des droits civiques nommés lauréats de ce prix.
En 2012, l'ONG Human Rights First lui remet le Prix des droits de l'homme. En expliquant ce choix, la présidente de l'organisation, Elisa Massimino, a déclaré : « L'activisme de M. Chen a relancé le dialogue international sur la nécessité de protéger les avocats des droits de l'homme dans le monde entier qui se retrouvent face à un grand danger en raison de leur courageux travail. ». 

## Ouvrage
- Chen Guangcheng, L'Avocat aux pieds nus, traduit de l'anglais par Lucie Delplanque, éditions Globe, 2015.